# ラージプート (駆逐艦)
ラージプート（英語: INS Rajput）は、インド海軍の保有する駆逐艦（Destroyer）である。艦番号はD51。
ラージプートは、インド海軍からの発注に基づきソ連で建造されたラージプート級駆逐艦の1番艦であった。

## 概要
工場番号2201艦は、1976年4月14日にソ連海軍に登録された。艦は、ナジョージュヌイと命名された。これは、「頼りになる」といった意味を持つロシア語の形容詞である。同年9月11日にウクライナ・ソビエト社会主義共和国ニコラーエフの61人のコミューン参加者記念工場で起工、1977年9月17日に進水、1980年5月4日に竣工すると、ローフキイは赤旗受賞黒海艦隊に配備された。その後、海上公試などを実施した。
1980年5月4日にはソ連海軍を除籍となり、インド海軍へ引き渡された。インドにおいては、ラージプートと改称された。1993年から1994年にかけて電子機器の更新を受け、イタリア・セレニア社製の新しい戦闘システムIPN-10を装備した。
その後、ラージプートはインドとロシアで開発を進めている新型の巡航ミサイルの発射実験の試験艦に選ばれている。2003年2月12日と11月23日、2004年11月3日、2005年4月15日の4度に亙って実施された発射実験では、ラージプート艦上より標的艦目掛けてPJ-10「ブラモス」ミサイルが発射された。標的艦は微塵となり、実験は成功裏に終了したと報告された。この試験のため、ラージプートはP-20用の円筒形の単装発射機1 基を下ろし、代わりに箱型の連装発射機1 基を搭載した。
その後、2007年3月にはさらに改修が施されたラージプート艦上よりプリットヴィーIIIミサイルの発射実験が成功裏に実施されている。